# Pilularia novae-zelandiae
Pilularia novae-zelandiae är en klöverbräkenväxtart som beskrevs av Kirk. Pilularia novae-zelandiae ingår i släktet Pilularia och familjen Marsileaceae. Inga underarter finns listade.